# Рябчук Олег
Рябчук Олег (рум. Oleg Reabciuk, нар. 16 січня 1998, Яловени) — молдовський футболіст, захисник московського «Спартака» і національної збірної Молдови.

## Клубна кар'єра
Народився 16 січня 1998 року в молдовському Яловени. Дитиною емігрував до Португалії, де займався футболом у структурі клубів «Ріу Майор», «Белененсеш» та «Порту».
У дорослому футболі дебютував 2017 року виступами за команду «Порту Б», в якій провів два сезони в португальській Сегунді, взявши участь у 47 матчах чемпіонату.
2019 року перебрався до вищолігового «Пасуш ді Феррейра», за який відіграв півтора року.
У січні 2021 року за 2 мільйони євро перейшов до грецького «Олімпіакоса».
7 серпня 2023 року підписав трирічний контракт з московським «Спартаком».

## Виступи за збірні
2016 року провів дві гри у складі юнацької збірної Молдови (U-19).
Навесні 2018 року дебютував в офіційних матчах у складі національної збірної Молдови.
| Дата       | Місто             | Господарі         | Результат | Гості             | Турнір                               | Голи | Примітки |
| ---------- | ----------------- | ----------------- | --------- | ----------------- | ------------------------------------ | ---- | -------- |
| 27-3-2018  | Бове              | Кот-д'Івуар       | 2 – 1     | Молдова           | товариський матч                     | -    | 55' 66'  |
| 4-6-2018   | Кематен-ін-Тіроль | Вірменія          | 0 – 0     | Молдова           | товариський матч                     | -    |          |
| 8-9-2018   | Люксембург        | Люксембург        | 4 – 0     | Молдова           | Ліга націй УЄФА 2018-2019 - 1-й етап | -    |          |
| 11-9-2018  | Кишинів           | Молдова           | 0 – 0     | Білорусь          | Ліга націй УЄФА 2018-2019 - 1-й етап | -    |          |
| 12-10-2018 | Кишинів           | Молдова           | 2 – 0     | Сан-Марино        | Ліга націй УЄФА 2018-2019 - 1-й етап | -    | 46'      |
| 15-10-2018 | Мінськ            | Білорусь          | 0 – 0     | Молдова           | Ліга націй УЄФА 2018-2019 - 1-й етап | -    | 43'      |
| 15-11-2018 | Серравалле        | Сан-Марино        | 0 – 1     | Молдова           | Ліга націй УЄФА 2018-2019 - 1-й етап | -    |          |
| 18-11-2018 | Кишинів           | Молдова           | 1 – 1     | Люксембург        | Ліга націй УЄФА 2018-2019 - 1-й етап | -    | 40'      |
| 22-3-2019  | Кишинів           | Молдова           | 1 – 4     | Франція           | Відбір до ЧЄ 2020                    | -    |          |
| 25-3-2019  | Ескішехір         | Туреччина         | 4 – 0     | Молдова           | Відбір до ЧЄ 2020                    | -    | 64'      |
| 8-6-2019   | Кишинів           | Молдова           | 1 – 0     | Андорра           | Відбір до ЧЄ 2020                    | -    |          |
| 11-6-2019  | Ельбасан          | Албанія           | 2 – 0     | Молдова           | Відбір до ЧЄ 2020                    | -    |          |
| 7-9-2019   | Рейк'явік         | Ісландія          | 3 – 0     | Молдова           | Відбір до ЧЄ 2020                    | -    |          |
| 10-9-2019  | Кишинів           | Молдова           | 0 – 4     | Туреччина         | Відбір до ЧЄ 2020                    | -    |          |
| 11-10-2019 | Андорра-ла-Велья  | Андорра           | 1 – 0     | Молдова           | Відбір до ЧЄ 2020                    | -    |          |
| 14-10-2019 | Тирасполь         | Молдова           | 0 – 4     | Албанія           | Відбір до ЧЄ 2020                    | -    | 62'      |
| 3-9-2020   | Парма             | Молдова           | 1 – 1     | Косово            | Ліга націй УЄФА 2020-2021 - 1-й етап | -    |          |
| 6-9-2020   | Любляна           | Словенія          | 1 – 0     | Молдова           | Ліга націй УЄФА 2020-2021 - 1-й етап | -    |          |
| 7-10-2020  | Флоренція         | Італія            | 6 – 0     | Молдова           | товариський матч                     | -    | 46'      |
| 11-10-2020 | Марусі            | Греція            | 2 – 0     | Молдова           | Ліга націй УЄФА 2020-2021 - 1-й етап | -    |          |
| 14-10-2020 | Кишинів           | Молдова           | 0 – 4     | Словенія          | Ліга націй УЄФА 2020-2021 - 1-й етап | -    |          |
| 12-11-2020 | Кишинів           | Молдова           | 0 – 0     | Росія             | товариський матч                     | -    |          |
| 15-11-2020 | Кишинів           | Молдова           | 0 – 2     | Греція            | Ліга націй УЄФА 2020-2021 - 1-й етап | -    |          |
| 18-11-2020 | Приштина          | Косово            | 1 – 0     | Молдова           | Ліга націй УЄФА 2020-2021 - 1-й етап | -    | 73'      |
| 25-3-2021  | Кишинів           | Молдова           | 1 – 1     | Фарерські острови | Відбір до ЧС 2022                    | -    |          |
| 28-3-2021  | Гернінг           | Данія             | 8 – 0     | Молдова           | Відбір до ЧС 2022                    | -    |          |
| 31-3-2021  | Кишинів           | Молдова           | 1 – 4     | Ізраїль           | Відбір до ЧС 2022                    | -    |          |
| 1-9-2021   | Кишинів           | Молдова           | 0 – 2     | Австрія           | Відбір до ЧС 2022                    | -    | 36'      |
| 4-9-2021   | Глазго            | Шотландія         | 1 – 0     | Молдова           | Відбір до ЧС 2022                    | -    |          |
| 7-9-2021   | Торсгавн          | Фарерські острови | 2 – 1     | Молдова           | Відбір до ЧС 2022                    | -    | 89'      |
| Усього     |                   | Матчів            | 30        |                   | Голів                                | 0    |          |

## Титули і досягнення
- Чемпіон Греції (2):

«Олімпіакос»: 2020–21, 2021–22